# Sardis Lake (Mississippi)
Der Sardis Lake ist ein Stausee, der durch das Aufstauen des Tallahatchie River, eines Quellflusses des Yazoo River im Einzugsgebiet des Mississippi, entsteht.
Er liegt etwa 14 km westlich der namensgebenden Stadt Sardis. Der etwa 40 km² große Sardis Lake liegt in den Counties Panola und Lafayette im US-amerikanischen Bundesstaat Mississippi.

## Entstehung
Kurze Zeit nachdem der Flood Control Act of 1936 vom Kongress ratifiziert worden war, wurde mit den Bauarbeiten für den Staudamm begonnen. Er ist Teil des Mississippi River Basin Flood Control Projekt, das aufgrund der Erfahrungen aus dem Hochwasser von 1927 entstanden ist.
Im Jahre 1940 konnte der Bau des Dammes fertiggestellt werden. Er war lange Zeit der größte Staudamm weltweit, der als aufgeschütteter Erdwall errichtet worden war.

## Nutzung des Sees
Neben seinem ursprünglichen Verwendungszweck, dem Hochwasserschutz, dient er heute vor allem Erholungszwecken. An seinen Ufern finden sich Campingplätze, Marinas, Bootsanlegestellen und andere Freizeiteinrichtungen.